# Centrale hydroélectrique de Kiev
La centrale hydroélectrique de Kiev est une centrale hydroélectrique et un barrage au fil de l'eau lié au réservoir de Kiev, en Ukraine.